# ROC Yamaha
La ROC Yamaha è una motocicletta da competizione utilizzata nelle gare del motomondiale dal 1992 al 1997 in classe 500 equipaggiata da un telaio di produzione propria e da un propulsore fornito dalla Yamaha.

## Il contesto
Al termine del motomondiale 1991, vista anche la diminuzione dei piloti presenti in gara nella classe regina e l'obsolescenza dei modelli destinati alla vendita ai privati forniti da parte soprattutto di Honda e Suzuki, Yamaha decise di produrre un certo numero di propulsori, derivati da quelli della sua YZR 500 fresca vincitrice del titolo iridato con Wayne Rainey, e di renderli disponibili per il montaggio in telai di produttori esterni.
Per questa operazione vennero scelti due telaisti europei, l'inglese Harris e la francese ROC guidata da Serge Rosset e con sede ad Annemasse; quest'ultima era già conosciuta nel mondo delle corse per aver gestito in precedenza delle Honda private, come ad esempio quella utilizzata da Dominique Sarron nel motomondiale 1989 o quella di Pierfrancesco Chili nel 1990, e per i suoi rapporto con la società petrolifera di stato francese ELF.

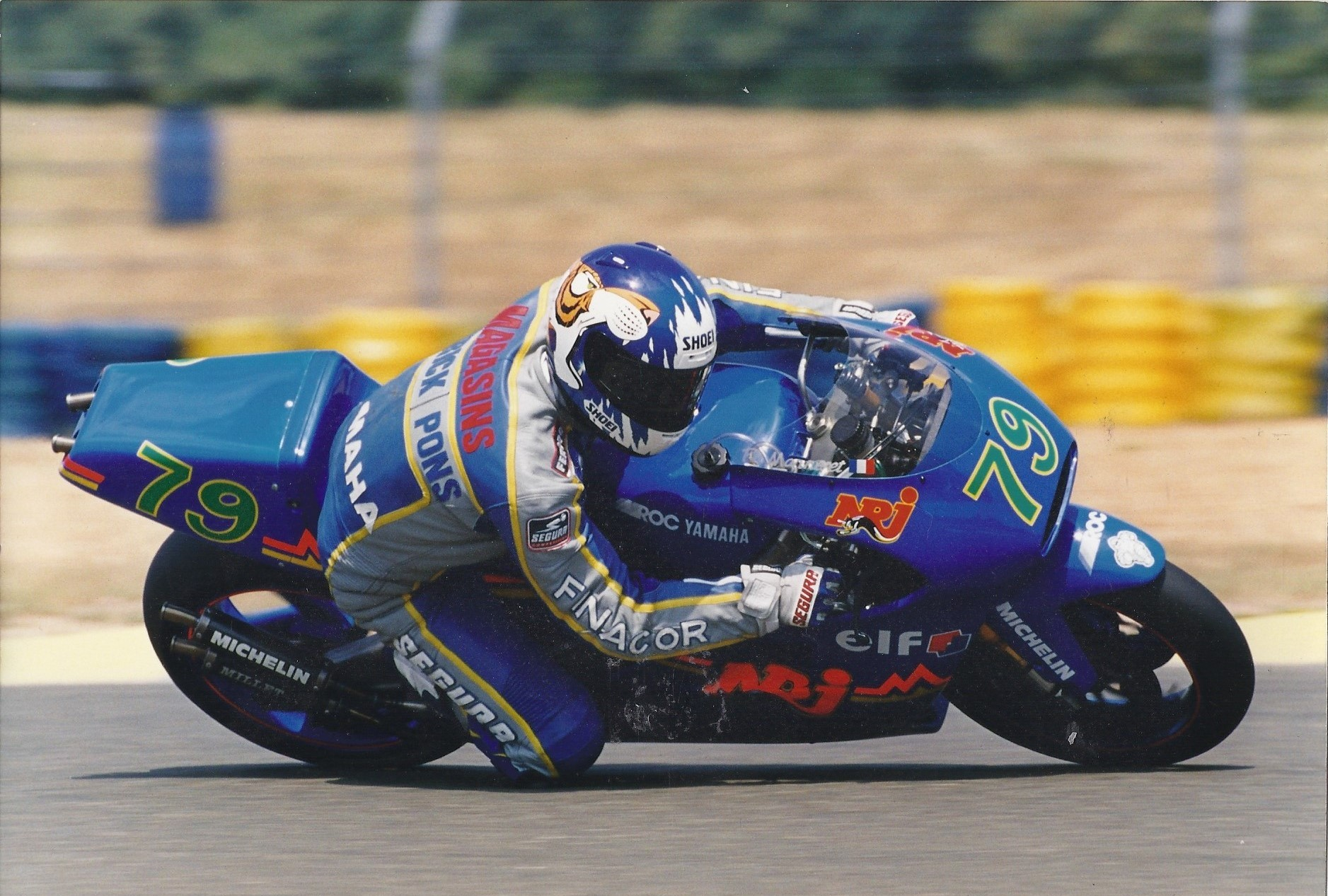
La ROC Yamaha 500 guidata da Philippe Monneret nel 1995

Il propulsore Yamaha fornito aveva come differenza principale rispetto all'ufficiale i carter, che in questo caso sono in alluminio e non in magnesio, cosa che consentiva una riduzione dei costi.
Durante gli anni si presume ne siano stati costruiti una trentina di esemplari, gestiti poi in gara da vari team e guidati da molti piloti diversi.
Curiosamente il telaio progettato dal costruttore francese si rivelò in un certo periodo più efficiente di quello Yamaha, tanto che il pilota ufficiale Wayne Rainey disputò alcune gare del motomondiale 1993 una motocicletta dotata di telaio ROC e di motore ufficiale Yamaha.
Proprio in quell'anno la ROC Yamaha riuscì ad ottenere anche un piazzamento a podio, grazie a Niall Mackenzie che giunse al terzo posto del Gran Premio motociclistico di Gran Bretagna, e al termine della stagione la squadra giunse al quinto posto nella classifica riservata ai costruttori con 104 punti ottenuti; fu questa la stagione migliore tra quelle disputate dal 1992 al 1997.
La stessa moto fu portata nuovamente in gara in tre Gran Premi della stagione 2003 nella classe MotoGP, sotto le insegne del team Harris WCM e con alla guida Chris Burns, a seguito della squalifica della nuova motocicletta con cui il team aveva iniziato la stagione e in attesa che fossero concluse le modifiche necessarie a renderla a norma; il pilota, trovatosi in gara contro mezzi dotati di motori a quattro tempi da 1000 cm³ rispetto a quelli a due tempi di cilindrata dimezzata del tipo che equipaggiava la ROC, non ottenne risultati di rilievo.